# Josep Clarà i Ayats

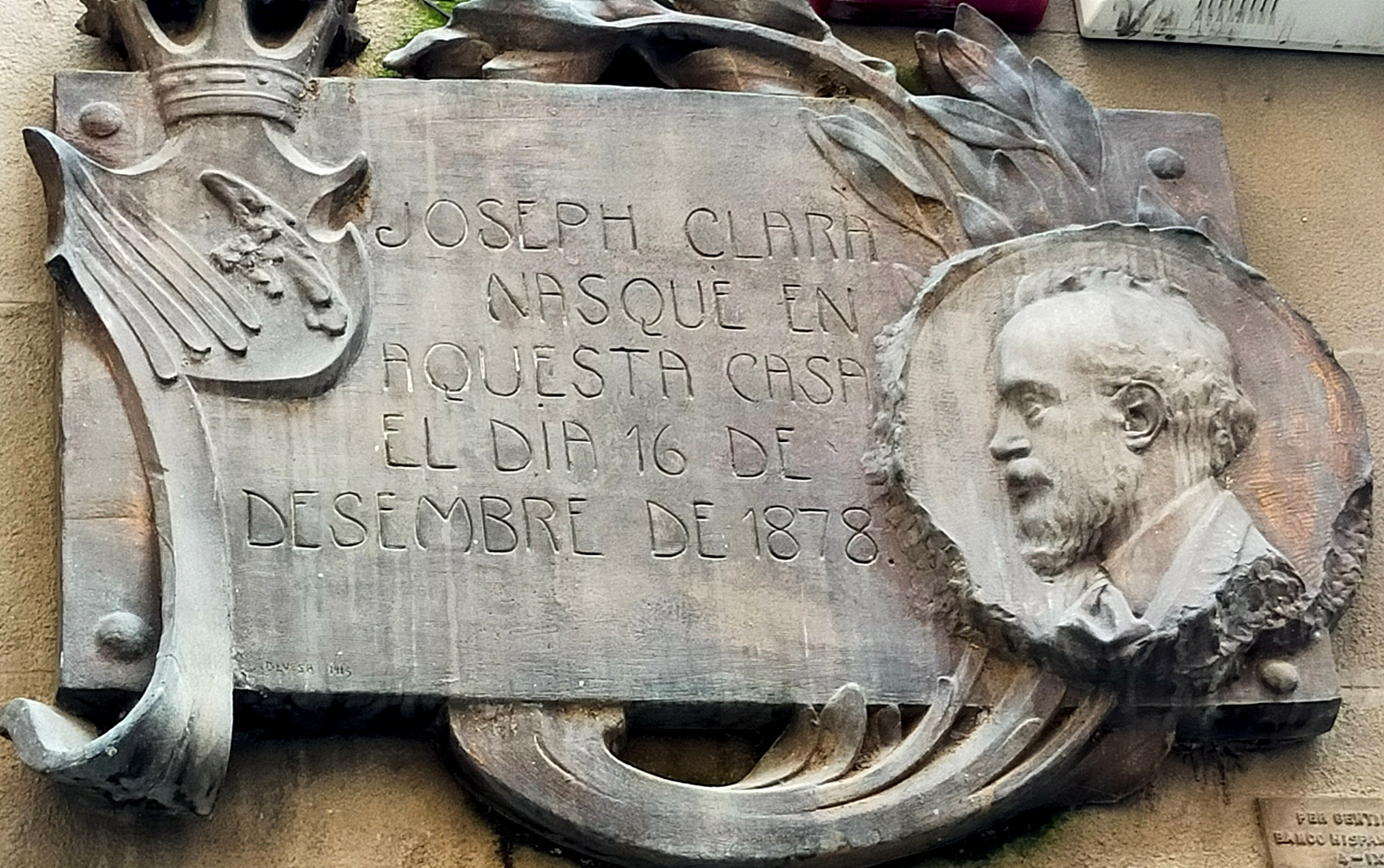
Placa commemorativa de Josep Clarà a la seva ciutat natal

Josep Clarà i Ayats (Olot, 16 de desembre de 1878 – Barcelona, 4 de novembre de 1958) fou un escultor català. Format a les escoles de Belles Arts d'Olot, de Tolosa de Llenguadoc i de París, s'establí a aquesta darrera ciutat. Influït en la seva primera etapa per Rodin, va evolucionar vers la nova orientació donada per Maillol a l'escultura. Els viatges que va fer l'any 1906 a Londres i a Itàlia, i també les idees estètiques del seu amic Eugeni d'Ors, van contribuir decisivament a encaminar el seu art cap a la raó, l'harmonia i la proporció pròpies de l'escultura clàssica. A partir del 1910 – 1911 fou considerat un dels capdavanters del noucentisme i establí el seu propi model clàssic, depurat i auster del qual La deessa n'és segurament l'exemple més significatiu. Al seu retorn a Catalunya l'any 1932 va continuar ocupant un dels llocs més destacats de l'escultura catalana.

## Biografia
Josep Clarà i Ayats neix a Olot el 16 de desembre, al si d’una família modesta que regenta una espardenyeria al centre de la ciutat. El seu pare era Joan Clarà i Coromina, la mare Llúcia Ayats i Monsalvatge naturals d'Olot. Els seus germans Joan i Lluís també es dedicaran a l’art i exerciran d’assistents i col·laboradors de Josep durant molts anys.
El 1890 va iniciar la seva formació a l'Escola de Dibuix d'Olot amb el professor Josep Berga i Boix (1837-1914), on l'elogi d'un dibuix seu que li va fer el pintor Joaquim Vayreda (1843-1894), va ser un gran estímul i un dels seus records infantils més grats. Més tard, el 1897 va ingressar a l'escola de Belles Arts de Tolosa (França), fugint de la lleva de reclutes per la Guerra de Cuba.
Les seves inquietuds artístiques i després de guanyar un esment en un concurs, el van fer marxar a París el 1900, per estudiar a l'École des Beaux-Arts de la capital francesa, on va conèixer Auguste Rodin, Bourdelle i Bartholomé. També coneix l'escultor Aristides Maillol, amb qui mantindrà una gran amistat i una gran afinitat, que posteriorment el farà connectar amb l'estètica que a Catalunya es batejà amb el nom de Noucentisme.
El 1903, gràcies a l'escultura Èxtasi, a París aconsegueix el primer dels molts èxits que obtindrà als Salons internacionals al llarg de la seva carrera. Amb els anys, la seva obra s'exposarà a França, Espanya, Portugal, Itàlia, Bèlgica, Holanda, Alemanya, Regne Unit, Egipte, Estats Units, Cuba, República Dominica-na, Veneçuela, Brasil, Xile, Uruguai i l'Argentina. Alguns d’aquests països adquireixen peces per les seves col·leccions nacionals.
Progressivament, la seva obra és apreciada per col·leccionistes d’arreu de món, els quals li encarregaven l'execució de retrats de membres de les seves famílies. L'escultor va establir relació amb el milionari Charles Deering, amic dels pintors modernistes de Sitges. Fruit d’aquesta amistat van sorgir projectes importants, entre els quals destaca la instal·lació d’un exemplar de La serenitat a un parc a Washington (EUA).
Els crítics J. Folch i Torres, Romà Jori i Josep M. Junoy el consideren una de les figures cabdals del noucentisme, i és inclòs a l’Almanach dels Noucentistes, suposant un punt d'inflexió en la seva trajectòria professional. Torna per primera vegada a Catalunya el 1909.
El 1917 continua la seva consagració internacional. El govern francès li lliura la Legió d'Honor, i el 1925 és nomenat acadèmic de la Real Academia de Bellas Artes de San Fernando, li fan una exposició retrospectiva al Museo de Arte Moderno de Madrid i obté la Medalla d’Or i el Grand Prix a l’Exposition Internationale des Arts Décoratifs et Industriels Modernes de París, on exposa l’obra Monument als voluntaris catalans.
Amb motiu de l'Exposició Internacional de Barcelona de 1929, Clarà va rebre l'encàrrec de fer obres per la plaça de Catalunya i per Montjuïc: Joventut, La deessa, Serenitat i Fertilitat. A més, rep el Premi d’Honor de l'exposició d’art amb Tors femení. L'èxit a Catalunya i la crisi financera global sorgida del crack del 1929 van motivar que s'establís definitivament a Barcelona el 1932, on esdevingué membre de la Reial Acadèmia Catalana de Belles Arts de Sant Jordi. El 1934 esdevé el president del Reial Cercle Artístic i vocal de la Junta de Museus. A Catalunya estableix amistat amb Joaquim Mir, A. Puig Gairalt, Pau Casals, Manolo Hugué, Rafael Solanic i J. M. Sert, entre d'altres.
L'esclat de la Guerra Civil sumeix Clarà en una llarga depressió. Passa els tres anys de guerra a Olot, la qual cosa facilita l’ocupació del taller de Barcelona per part de les tropes nacionals. Després de la guerra, Clarà manté la clientela però ja no rep encàrrecs commemoratius d’envergadura, degut a qüestions d’ordre polític i d’afinitats personals, més que no pas per raons estilístiques. Durant aquests anys va treballar al seu nou taller de la torre del carrer de Calatrava de Barcelona, propietat que havia adquirit el 1942 i remodelat segons un disseny de l’arquitecte Ramon Duran Reynals.
L’obra pública més important que va fer, el Monuments als caiguts, de 1950, revela el malestar de l'escultor amb el context ideològic del franquisme. L'obra es trobava enfront del Palau Reial de Pedralbes, i era obra fet amb els arquitectes Adolf Florensa i Joaquim Vilaseca, composta d'una columnata semicircular amb una gran creu al fons, i un conjunt escultòric format per dos homes, un sostenint a l'altre, moribund. L'escultura va ser destruïda el 2001 per la Plataforma Antifeixista de Barcelona, i el conjunt va ser desmuntat el 2005.
La seva darrera escultura fou Estàtica (1954-1958). Clarà mor el 4 de novembre de 1958 a Barcelona i és enterrat al Cementiri de Montjuïc, amb l’obra La fe flanquejant la seva tomba. El seu taller es va convertir des de 1969 fins a 1995 en un museu consagrat a l’obra de l'escultor, i posteriorment acollí la Biblioteca Clarà.

## Obra
Clarament emmarcat en el mediterranisme, la seva obra és figurativa, sòlida i compacta. Josep Clarà parteix del simbolisme per derivar cap a propostes d’arrel clàssica i mediterrània, vinculades amb el Noucentisme. Segons l'experta en Clarà Cristina Rodríguez Samaniego, malgrat l'evolució estilística, obra de Clarà és sòlida, cohesionada, sovint amb poca narrativa, de formes concises i volums suaus. La seva poètica personal sorgeix d’un diàleg íntim entre la natura i la idea, entre la volatilitat de l'emoció i allò que és etern i immutable.

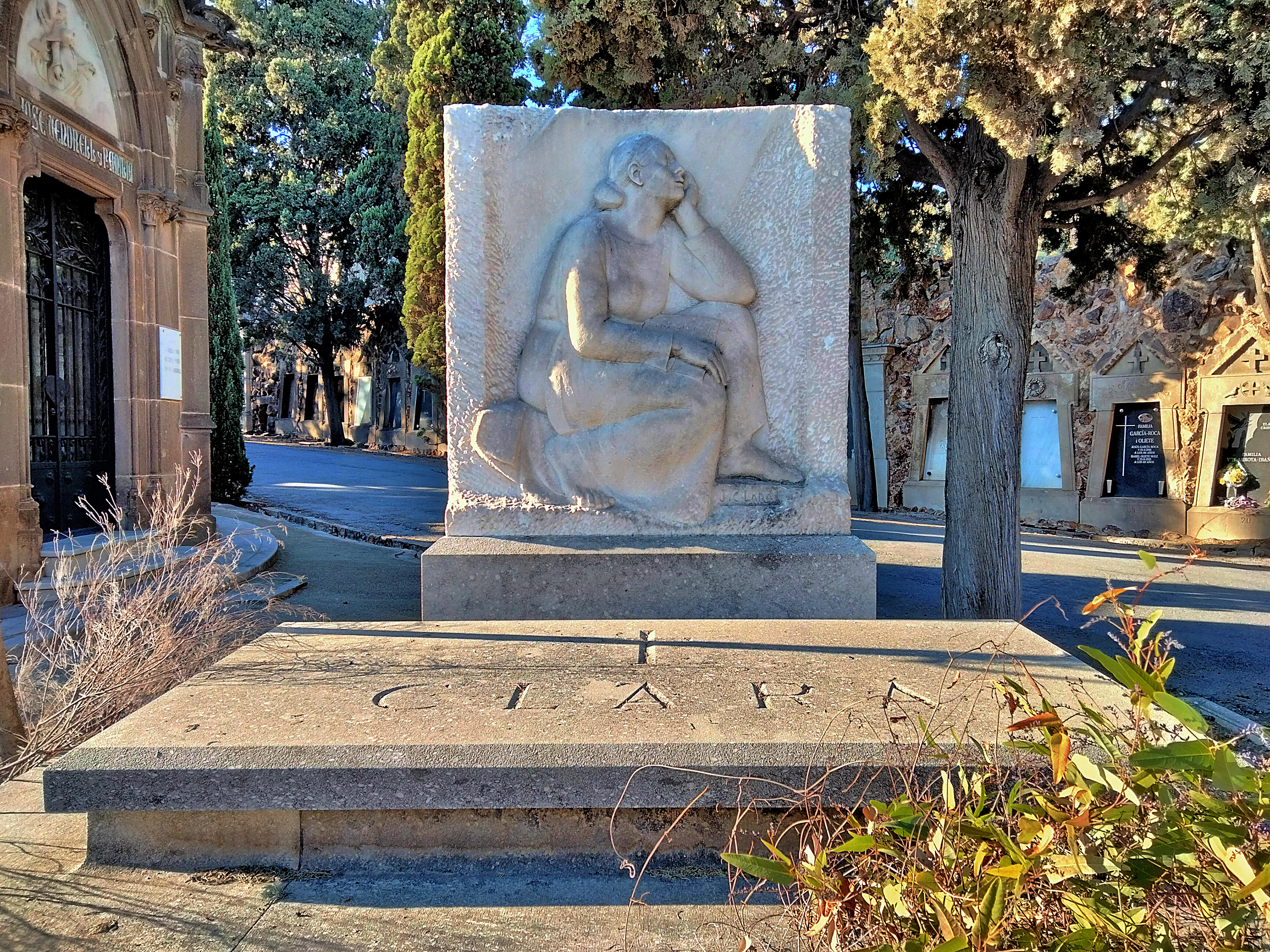
Tomba de Clarà al Cementiri de Montjuïc

Al voltant de 1910, la praxi de Clarà s'obre a noves influències i s'orienta cap al classicisme d’avantguarda, influït pel seu amic Aristides Maillol (1861-1944). Més endavant, vers el 1920, va intensificar la depuració dels volums juntament amb la idealització de cossos i rostres. Clarà parteix de la convicció que l’art ha d’estar al servei de l'expressió de la bellesa.
Com a dibuixant destaquen els apunts que va realitzar a la ballarina Isadora Duncan en diferents moviments de dansa. Isadora va morir el 1927. Després, una altra gran ballarina li va servir de model per als seus dibuixos: Antonia Mercé "L'Argentina". A Barcelona, la ballarina catalana Àurea de Sarrà, amb qui va mantenir una relació amorosa, va fer-li de model en diverses ocasions.

### Obres destacades
- Adolescència, 1907
- El crepuscle, 1907-1910
- La deessa, 1908-1910
- Xènius, 1910
- El Ritme, 1910
- A Sallarès i Pla, 1917, Sabadell
- Venus sortint del bany, 1922
- Joventut, 1928
- Repòs, 1929
- Noia Asseguda, 1932
- Puixança, 1936
- La Ben Plantada de Manresa, 1936
- José Rodríguez Fernández, 1940, Oviedo
- San Benet, 1946
- Maternitat, 1947-1948, Olot

Maternitat, a la casa de la ciutat de Barcelona
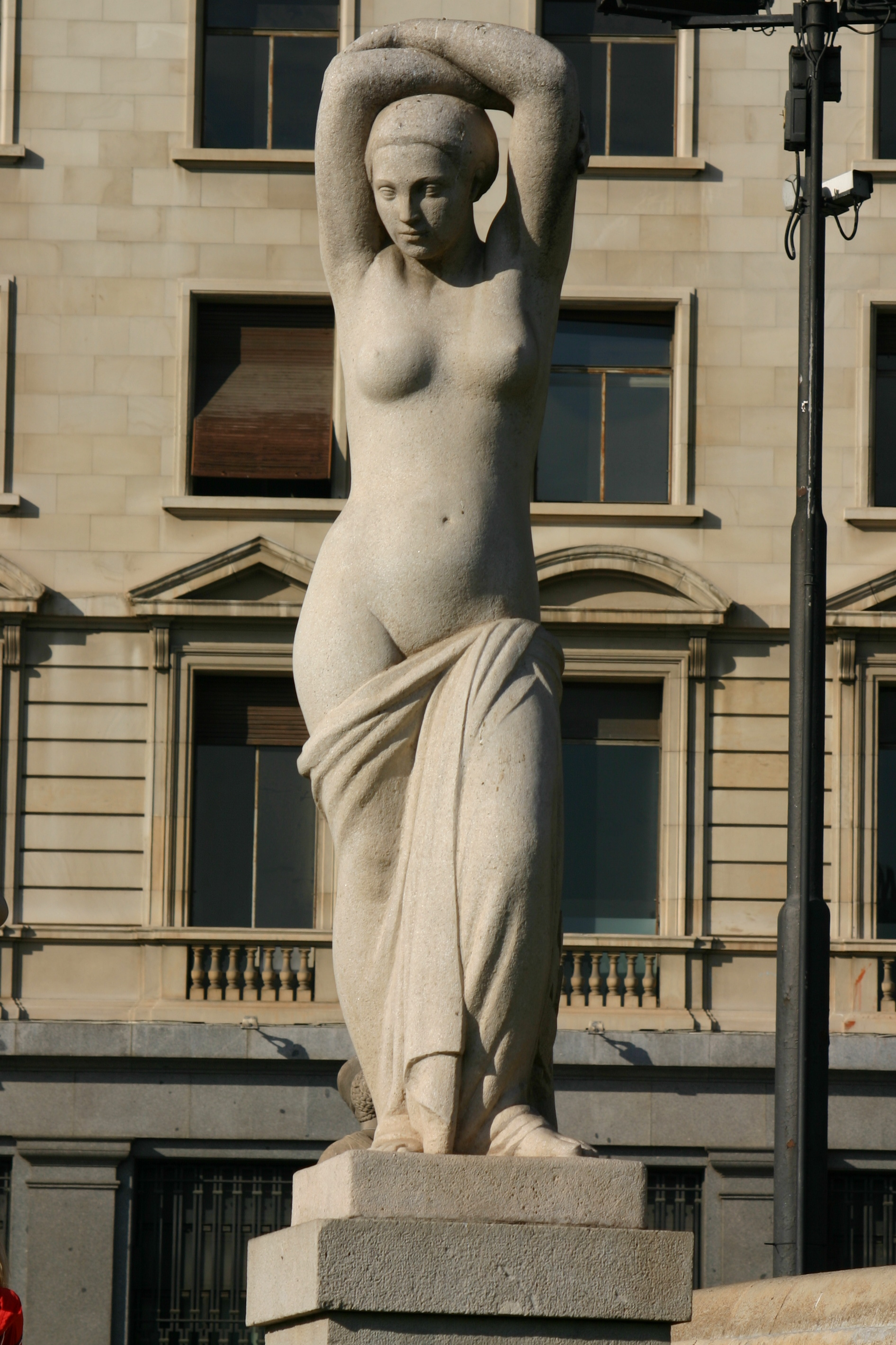
Joventut a la Plaça de Catalunya
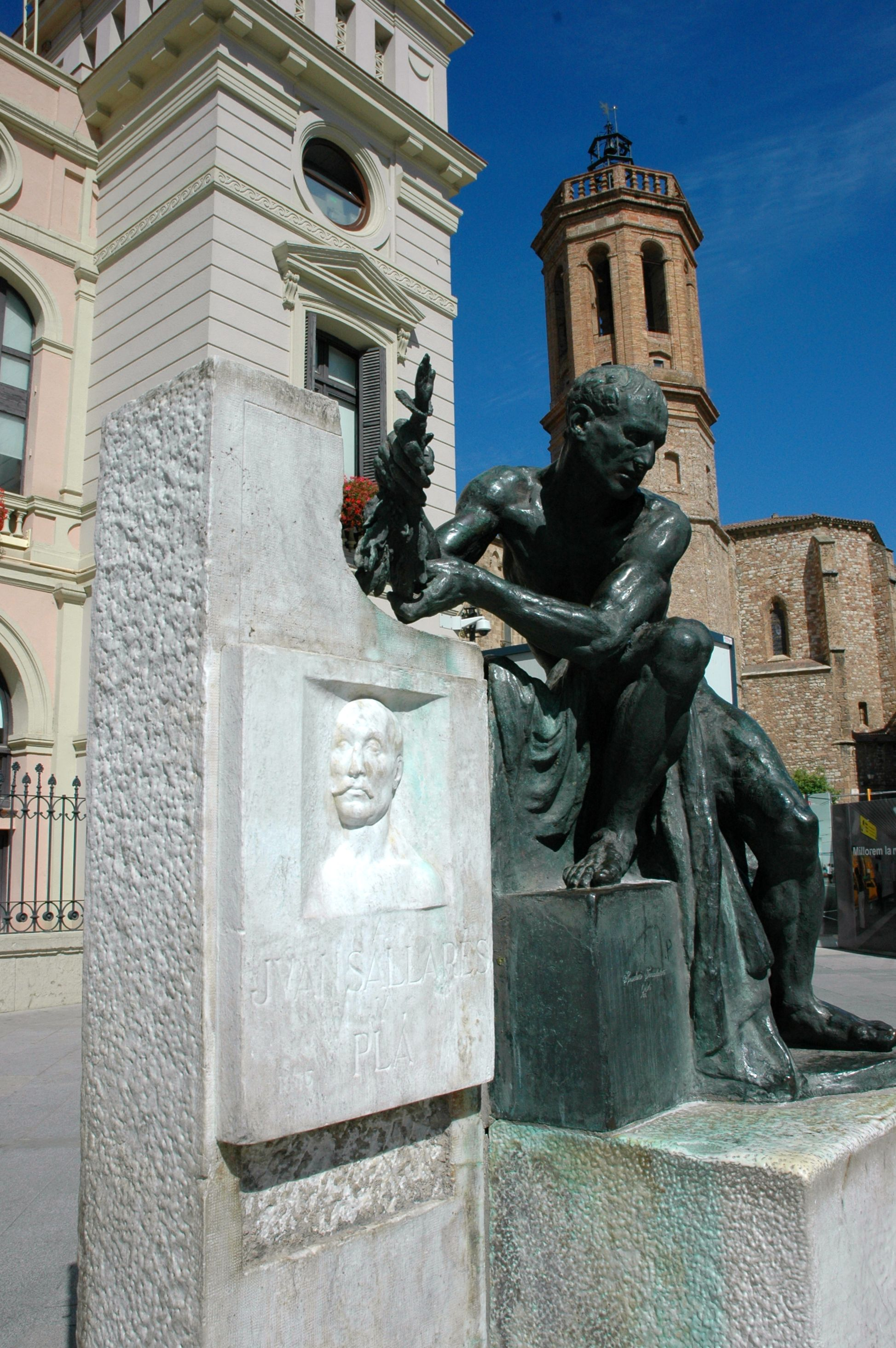
A Sallarès i Pla. Escultura a la plaça de Robert de Sabadell
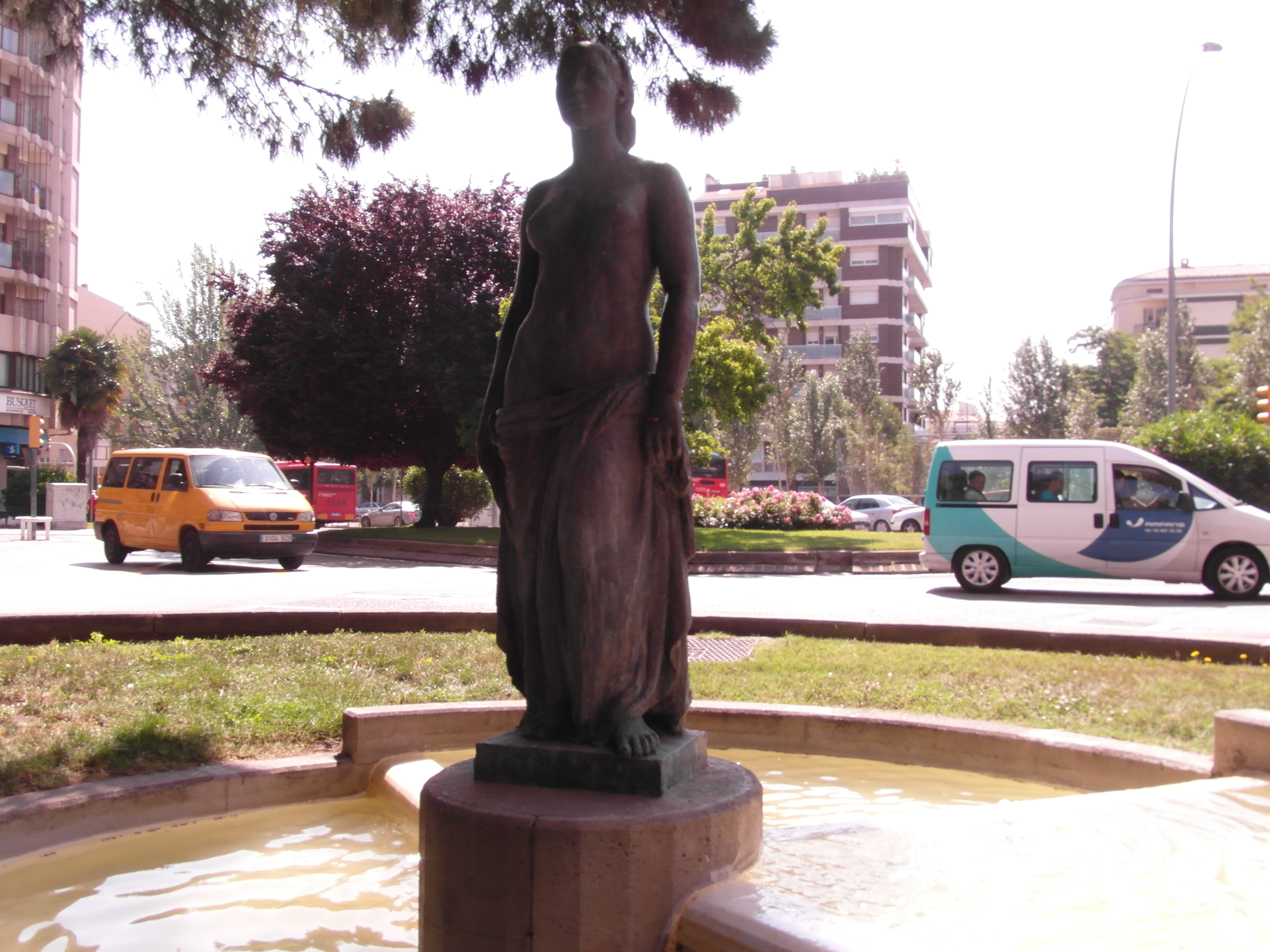
La Ben Plantada de Manresa, es troba al bell mig del Monument als iniciadors de la Séquia, del 1977

## Premis i reconeixements
- 1910 — Guanya la Medalla d'Or a la Exposition Universelle et Internationale de Bruxelles i després a la Exposición Nacional de Pintura, Escultura y Arquitectura de Madrid.
- 1912 — Se li atorga la Medalla d'Or a l'Exposició que té lloc a Amsterdam.
- 1917 — Legió d'Honor del Govern Francès.
- 1925 — És nomenat acadèmic de la Real Academia de Bellas Artes de San Fernando a Madrid.
- 1929 — Guanya el Premi d'Honor de l'Exposició Internacional a Barcelona.
- 1934 — És nomenat president del Reial Cercle Artístic de Barcelona[8] i acadèmic de la Reial Acadèmia Catalana de Belles Arts de Sant Jordi.
- 1954 — Rep el Gran Premi d'Escultura de la II Biennal Hispanoamericana d'Art de l'Havana.
- 1956 — Medalla de Plata de la Diputació Provincial de Barcelona i Medalla d'Or del Cercle Artístic.
- 1958 — Rep el Premi de la Fundació Joan March.

## Llegat

### Museu Clarà
L'any 1964 es feu efectiu el llegat a la ciutat de Barcelona de la seva casa a les Tres Torres, amb el taller i el jardí que l'envoltava, amb prop de 800 escultures (els seus guixos i obres de marbre i altres materials), prop de 10.000 dibuixos propis, la seva col·lecció de pintures formada per obres d'artistes contemporanis i amics i la seva biblioteca personal, amb l'encàrrec i la condició de crear un museu, juntament amb una quantitat important de diners en metàl·lic per a constituir una fundació. Havent estat arranjat el museu en l'antic taller de l'escultor i inaugurat l'any 1969, encara que no es va crear la fundació, el testament de la germana de l'artista confirmà aquesta donació l'any 1982. El Museu Clarà fou tancat i desmantellat per l'Ajuntament de Barcelona l'any 1995. El desembre d'aquell mateix any es va crear l'Associació d'Amics del Museu Clarà, per reivindicar l'obertura del museu i impedir la dispersió de les seves col·leccions, que ara reposen als magatzems del Museu Nacional d'Art de Catalunya i del Museu de la Garrotxa, a Olot. L'agost de 1999, l'Ajuntament de Barcelona va fer enderrocar la casa de Clarà i desmantellar el jardí noucentista. El taller va ser convertit en una biblioteca pública que porta el nom de l'insigne escultor català.

### Exposicions
El 1960, l’Exposició Nacional de Belles Arts de Barcelona dedica a l’artista la primera mostra antològica, amb més de quaranta escultures i nombrosos dibuixos, amb un èxit rotund de crítica i de públic. El 2016 va tenir lloc a Barcelona l'exposició Al taller de Josep Clarà. Els guixos d'un escultor irrepetible, exposició del Museu Europeu d’Art Modern (MEAM) de Barcelona en col·laboració amb el Museu de la Garrotxa a Olot, on s'exposà el 2017.
El juliol de 2020 es va inaugurar al Museu Can Mario de Palafrugell l'exposició Josep Clarà— L’univers de l'escultura, comissariada per Cristina Rodríguez Samaniego.

### Museus amb obres de Josep Clarà
La gran part del llegat de les seves obres són al Museu de la Garrotxa a Olot i al Museu Nacional d'Art de Catalunya a Barcelona, però també hi ha obra seva al, Musée National d'Art Moderne de París. (França), al Museo Nacional de Bellas Artes de Buenos Aires (Argentina), al Museo Nacional de Arte de Santiago de Chile (Xile), al Museo Nacional de Bellas Artes de l'Havana (Cuba) i al Museo Nacional Centro de Arte Reina Sofía de Madrid.